# Liste der olympischen Medaillengewinner aus Norwegen/O–Ø
Bislang errangen norwegische Sportler insgesamt 575 olympische Medaillen (210 × Gold, 191 × Silber und 174 × Bronze). 
Zurück zur Liste der olympischen Medaillengewinner aus Norwegen
- Medaillengewinner A bis G
- Medaillengewinner H bis N

## Medaillengewinner

### O
- Olav, Kronprinz von Norwegen – Segeln (1-0-0)
Amsterdam 1928: Gold, 6-Meter-Klasse Männer
- Alexander Dale Oen – Schwimmen (0-1-0)
Peking 2008: Silber, 100 m Brust Männer
- Jens Lurås Oftebro – Nordische Kombination (1-1-0)
Peking 2022: Gold, Team Männer
Peking 2022: Silber, Großschanze Männer
- Anton Olsen – Schießen (0-0-1)
Antwerpen 1920: Bronze, Kleinkaliber 50 m Team Männer
- Conrad Olsen – Rudern (0-0-1)
Antwerpen 1920: Bronze, Achter Männer
- Frithjof Olsen – Turnen (0-1-1)
London 1908: Silber, Teammehrkampf Männer
Stockholm 1912: Bronze, Schwedisches System Männer
- Kristoffer Olsen – Segeln (1-0-0)
Antwerpen 1920: Gold, 8-Meter-Klasse Typ 1907 Männer
- Oskar Olsen – Eisschnelllauf (0-1-0)
Chamonix 1924: Silber, 500 m Männer
- Otto Olsen – Schießen (4-3-1)
Antwerpen 1920: Gold, Armeegewehr liegend 300 m Männer
Antwerpen 1920: Gold, Laufender Hirsch Einzelschuss Männer
Antwerpen 1920: Gold, Laufender Hirsch Einzelschuss Team Männer
Antwerpen 1920: Silber, Freies Gewehr Dreistellungskampf 300 m Team Männer
Antwerpen 1920: Silber, Armeegewehr liegend Team Männer
Paris 1924: Gold, Laufender Hirsch Einzelschuss Team Männer
Paris 1924: Silber, Laufender Hirsch Doppelschuss Team Männer
Paris 1924. Bronze, Laufender Hirsch Einzelschuss Männer
- Oscar Olstad – Turnen (0-0-1)
Stockholm 1912: Bronze, Schwedisches System Männer
- Jacob Onsrud – Schießen (0-1-0)
Antwerpen 1920: Silber, Armeegewehr liegend Team Männer
- Jacob Opdahl – Turnen (1-1-0)
Stockholm 1912: Gold, Freies System Männer
Antwerpen 1920: Silber, Freies System Männer
- Nils Opdahl – Turnen (1-0-0)
Stockholm 1912: Gold, Freies System Männer
- Bjart Ording – Reiten (0-1-0)
Amsterdam 1928: Silber, Vielseitigkeit Team
- Ingvild Flugstad Østberg – Skilanglauf (1-0-0)
Pyeongchang 2018: Gold, 4 × 5-km-Staffel Frauen
- Lasse Ottesen – Skispringen (0-1-0)
Lillehammer 1994: Silber, Normalschanze Männer
- Tom Erik Oxholm – Eisschnelllauf (0-0-2)
Lake Placid 1980: Bronze, 5000 m Männer
Lake Placid 1980: Bronze, 10.000 m Männer

### P
- Edvin Paulsen – Turnen (0-0-1)
Stockholm 1912: Bronze, Schwedisches System Männer
- Bjørn Paulson – Leichtathletik (0-1-0)
London 1948: Silber, Hochsprung Männer
- Hilde Gjermundshaug Pedersen – Skilanglauf (0-1-1)
Salt Lake City 2002: 4 × 5-km-Staffel Frauen
Turin 2006: Silber, Bronze, 10 km klassisch Frauen
- Carl Alfred Pedersen – Turnen (0-1-1)
London 1908: Silber, Teammehrkampf Männer
Stockholm 1912: Bronze, Schwedisches System Männer
- Paul Pedersen – Turnen (0-1-1)
London 1908: Silber, Teammehrkampf Männer
Stockholm 1912: Bronze, Schwedisches System Männer
- Solveig Pedersen – Skilanglauf (0-1-0)
Albertville 1992: Silber, 4 × 5-km-Staffel Frauen
- Sverre Lunde Pedersen – Eisschnelllauf (2-0-1)
Pyeongchang 2018: Bronze, 5000 m Männer
Pyeongchang 2018: Gold, Teamverfolgung Männer
Peking 2022: Gold, Teamverfolgung Männer
- Thor Pedersen – Rudern (0-0-1)
London 1948: Bronze, Achter Männer
- Trygve Pedersen – Segeln (0-0-1)
Antwerpen 1920: Silber, 6-Meter-Klasse Typ 1907 Männer
- Bjarne Pettersen – Turnen (1-0-0)
Stockholm 1912: Gold, Freies System Männer
- Brit Pettersen – Skilanglauf (1-0-2)
Lake Placid 1980: Bronze, 4 × 5-km-Staffel Frauen
Sarajevo 1984: Gold, 4 × 5-km-Staffel Frauen
Sarajevo 1984: Bronze, 10 km Frauen
- Karin Pettersen – Handball (0-2-0)
Seoul 1988: Silber, Frauen
Barcelona 1992: Silber, Frauen
- Marianne Pettersen – Fußball (1-0-1)
Atlanta 1996: Bronze, Frauen
Sydney 2000: Gold, Frauen
- Øystein Pettersen – Skilanglauf (1-0-0)
Vancouver 2010: Gold, Teamsprint Männer
- Bartosz Piasecki – Fechten (0-1-0)
London 2012: Silber, Degen Einzel Männer
- Kjersti Plätzer – Leichtathletik (0-2-0)
Sydney 2000: Silber, 20 km Gehen Frauen
Peking 2008: Silber, 20 km Gehen Frauen
- Liv Grete Poirée – Biathlon (0-2-1)
Nagano 1998: Bronze, 4 × 7,5-km-Staffel Frauen
Salt Lake City 2002: Silber, 15 km Einzel Frauen
Salt Lake City 2002: Silber, 4 × 7,5-km-Staffel, Frauen
- Ole Petter Pollen – Segeln (0-1-0)
Seoul 1988: Silber, Flying Dutchman Männer
- Otto von Porat – Boxen (1-0-0)
Paris 1924: Gold, Schwergewicht Männer

### Q
- Arthur Qvist – Reiten (0-1-0)
Amsterdam 1928: Silber, Vielseitigkeit Team

### R
- Bent Ånund Ramsfjell – Curling (1-0-0)
Salt Lake City 2002: Gold, Männer
- Eigil Ramsfjell – Curling (0-0-1)
Nagano 1998: Bronze, Männer
- Anita Rapp – Fußball (1-0-0)
Sydney 2000: Gold, Frauen
- Egill Reimers – Segeln (1-0-0)
Antwerpen 1920: Gold, 12-Meter-Klasse Typ 1919 Männer
- Henny Reistad – Handball (1-0-1)
Tokio 2020: Bronze, Frauen
Paris 2024: Gold, Frauen
- Linn-Kristin Riegelhuth Koren – Handball (1-0-0)
Peking 2008: Gold, Frauen
- Jarl Magnus Riiber – Nordische Kombination (0-1-0)
Pyeongchang 2018: Silber, Team Männer
- Carl Ringvold jr. – Segeln (1-0-0)
Paris 1924: Gold, 8-Meter-Klasse Männer
- Carl Ringvold sr. – Segeln (2-0-0)
Antwerpen 1920: Gold, 8-Meter-Klasse Typ 1907 Männer
Paris 1924: Gold, 8-Meter-Klasse Männer
- Hege Riise – Fußball (1-0-1)
Atlanta 1996: Bronze, Frauen
Sydney 2000: Gold, Frauen
- Realf Robach – Turnen (0-0-1)
Stockholm 1912: Bronze, Schwedisches System Männer
- Henrik Robert – Segeln (0-2-0)
Paris 1924: Silber, Jolle Männer
Amsterdam 1928: Silber, Jolle Männer
- Vebjørn Rodal – Leichtathletik (1-0-0)
Atlanta 1996: Gold, 800 m Männer
- Marianne Rokne – Handball (0-0-1)
Sydney 2000: Bronze, Frauen
- Bjørn Einar Romøren – Skispringen (0-0-1)
Turin 2006: Bronze, Team Männer
- Markus Rooth – Leichtathletik (1-0-0)
Paris 2024: Gold, Zehnkampf Männer
- Arne Rustadstuen – Skilanglauf (0-0-1)
Lake Placid 1932: Bronze, 50 km Männer
- Birger Ruud – Skispringen (2-1-0)
Lake Placid 1932: Gold, Großschanze Männer
Garmisch-Partenkirchen 1936: Gold, Großschanze Männer
St. Moritz 1948: Silber, Großschanze Männer
- Birk Ruud – Freestyle-Skiing (1-0-0)
Peking 2022: Gold, Big Air Männer
- Sigmund Ruud – Skispringen (0-1-0)
St. Moritz 1928: Silber, Großschanze Männer
- Willy Røgeberg – Schießen (1-0-1)
Berlin 1936: Gold, Kleinkaliber liegend Männer
London 1948: Bronze, Freies Gewehr Dreistellungskampf Männer
- Arthur Rydstrøm – Turnen (0-1-0)
Antwerpen 1920: Silber, Freies System Männer
- Ingolf Rød – Segeln (1-0-0)
Antwerpen 1920: Gold, 6-Meter-Klasse Typ 1919 Männer
- Marte Olsbu Røiseland – Biathlon (3-2-2)
Pyeongchang 2018: Silber, Mixed-Staffel
Pyeongchang 2018: Silber, 7,5 km Sprint Frauen
Peking 2022: Gold, Mixed-Staffel
Peking 2022: Gold, 7,5 km Sprint Frauen
Peking 2022: Gold, 10 km Verfolgung Frauen
Peking 2022: Bronze, 15 km Einzel Frauen
Peking 2022: Bronze, 12,5 km Massenstart Frauen
- Frode Rønning – Eisschnelllauf (0-0-1)
Lake Placid 1980: Bronze, 1000 m Männer
- Jon Rønningen – Ringen (2-0-0)
Seoul 1988: Gold, Fliegengewicht griechisch-römisch Männer
Barcelona 1992: Gold, Fliegengewicht griechisch-römisch Männer
- Mons Røisland – Snowboard (0-1-0)
Peking 2022: Silber, Big Air Männer

### S
- Einar Sagstuen – Skilanglauf (0-1-0)
Innsbruck 1976: Silber, 4 × 10-km-Staffel Männer
- Tonje Sagstuen – Handball (0-1-0)
Barcelona 1992: Silber, Frauen
- Jens Salvesen – Segeln (0-1-0)
Antwerpen 1920: Silber, 8-Meter-Klasse Typ 1919 Männer
- Brit Sandaune – Fußball (1-0-1)
Atlanta 1996: Bronze, Frauen
Sydney 2000: Gold, Frauen
- Ståle Sandbech – Snowboard (0-1-0)
Sotschi 2014: Silber, Slopestyle Männer
- Tom Sandberg – Nordische Kombination (1-0-0)
Sarajevo 1984: Gold, Einzel Normalschanze Männer
- Monica Sandve – Handball (0-0-1)
Sydney 2000: Bronze, Frauen
- Finn Schiander – Segeln (0-1-0)
Antwerpen 1920: Silber, 8-Meter-Klasse Typ 1919 Männer
- Øistein Schirmer – Turnen (1-0-0)
Stockholm 1912: Gold, Freies System Männer
- Thorleif Schjelderup – Skispringen (0-0-1)
St. Moritz 1948: Bronze, Großschanze Männer
- Halfdan Schjøtt – Segeln (1-0-0)
Antwerpen 1920: Gold, 10-Meter-Klasse Typ 1919 Männer
- Trygve Schjøtt – Segeln (1-0-0)
Antwerpen 1920: Gold, 10-Meter-Klasse Typ 1919 Männer
- Jan Schmid – Nordische Kombination (0-1-0)
Pyeongchang 2018: Silber, Team Männer
- Lauritz Schmidt – Segeln (0-1-0)
Antwerpen 1920: Silber, 8-Meter-Klasse Typ 1919 Männer
- Tom Seeberg – Schießen (0-1-0)
Paris 1900: Silber, Armeegewehr 300 m Dreistellungskampf Team Männer
- Arne Sejersted – Segeln (1-0-0)
Antwerpen 1920: Gold, 10-Meter-Klasse Typ 1919 Männer
- Georg Selenius – Turnen (1-0-0)
Stockholm 1912: Gold, Freies System Männer
- Annette Sikveland – Biathlon (0-0-1)
Nagano 1998: Bronze, 4 × 7,5-km-Staffel Frauen
- Karin Singstad – Handball (0-1-0)
Seoul 1988: Silber, Frauen
- Sigvard Sivertsen – Turnen (1-1-0)
London 1908: Silber, Teammehrkampf Männer
Stockholm 1912: Gold, Freies Turnen Männer
- Sture Sivertsen – Skilanglauf (1-1-1)
Lillehammer 1994: Silber, 4 × 10-km-Staffel Männer
Lillehammer 1994: Bronze, 50 km klassisch Männer
Nagano 1998: Gold, 4 × 10-km-Staffel Männer
- Robert Sjursen – Turnen (1-0-0)
Stockholm 1912: Gold, Freies System Männer
- Eivind Skabo – Kanu (0-0-1)
London 1948: Bronze, Einer-Kajak 10.000 m Männer
- Halldor Skard – Nordische Kombination (1-0-0)
Nagano 1998: Gold, Team Männer
- Bente Skari – Skilanglauf (1-2-2)
Nagano 1998: Silber, 4 × 5-km-Staffel Frauen
Nagano 1998: Bronze, 5 km klassisch Frauen
Salt Lake City 2002: Gold, 10 km klassisch Frauen
Salt Lake City 2002: Silber, 4 × 5-km-Staffel Frauen
Salt Lake City 2002: Bronze, 30 km klassisch Frauen
- Kristin Skaslien – Curling (0-1-1)
Pyeongchang 2018: Bronze, Mixed-Doppel
Peking 2022: Silber, Mixed-Doppel
- Gudbrand Skatteboe – Schießen (1-2-0)
London 1908: Gold, Freies Gewehr Dreistellungskampf Team Männer
Stockholm 1912: Silber, Freies Gewehr Dreistellungskampf Team Männer
Antwerpen 1920: Silber, Freies Gewehr Dreistellungskampf Team Männer
- Ann-Elen Skjelbreid – Biathlon (0-1-1)
Nagano 1998: Bronze, 4 × 7,5-km-Staffel Frauen
Salt Lake City 2002: Silber, 4 × 7,5-km-Staffel Frauen
- Kristen Skjeldal – Skilanglauf (2-0-1)
Albertville 1992: Gold, 4 × 10-km-Staffel Männer
Salt Lake City 2002: Gold, 4 × 10-km-Staffel Männer
Salt Lake City 2002: Bronze, 30 km Freistil Männer
- Bjørn Skjærpe – Turnen (0-1-0)
Antwerpen 1920: Silber, Freies System Männer
- Maren Skjøld – Ski Alpin (0-0-1)
Pyeongchang 2018: Bronze, Teamwettbewerb
- Vibeke Skofterud – Skilanglauf (1-0-0)
Vancouver 2010: Gold, 4 × 5-km-Staffel Frauen
- Engebret Skogen – Schießen (0-0-1)
Stockholm 1912: Bronze, Armeegewehr Dreistellungskampf Männer
- Stine Skogrand – Handball (1-0-1)
Tokio 2020: Bronze, Frauen
Paris 2024: Gold, Frauen
- Annette Skotvoll – Handball (0-2-0)
Seoul 1988: Silber, Frauen
Barcelona 1992: Silber, Frauen
- John Skrataas – Turnen (0-1-0)
London 1908: Silber, Teammehrkampf Männer
- Olaf Sletten – Schießen (0-2-1)
Antwerpen 1920: Silber, Freies Gewehr Dreistellungskampf Team Männer
Antwerpen 1920: Bronze, Armeegewehr liegend Team Männer
Antwerpen 1920: Bronze: Kleinkaliber 50 m Team Männer
- Simon Slåttvik – Nordische Kombination (1-0-0)
Oslo 1952: Gold, Einzel Männer
- Sigurd Smebye – Turnen (0-0-1)
Stockholm 1912: Bronze, Schwedisches System Männer
- Harald Smedvik – Turnen (0-1-0)
London 1908: Silber, Teammehrkampf Männer
- Jon Snersrud – Nordische Kombination (0-0-1)
St. Moritz 1928: Bronze, Einzel Männer
- Gøril Snorroeggen – Handball (2-0-0)
Peking 2008: Gold, Frauen
London 2012: Gold, Frauen
- Magnar Solberg – Biathlon (2-1-0)
Grenoble 1968: Gold, 20 km Einzel Männer
Grenoble 1968: Silber, 4 × 7,5-km-Staffel Männer
Sapporo 1972: Gold, 20 km Männer
- Sanna Solberg – Handball (1-0-2)
Rio de Janeiro 2016: Bronze, Frauen
Tokio 2020: Bronze, Frauen
Paris 2024: Gold, Frauen
- Silje Solberg – Handball (1-0-1)
Tokio 2020: Bronze, Frauen
Paris 2024: Gold, Frauen
- Sebastian Foss Solevåg – Ski Alpin (0-0-1)
Peking 2022: Bronze, Slalom Männer
- Fabian Wilkens Solheim – Ski Alpin (0-0-1)
Peking 2022: Bronze, Teamwettbewerb
- Nina Solheim – Taekwondo (0-1-0)
Peking 2008: Silber, Klasse über 67 kg Frauen
- Harald Stenvaag – Schießen (0-1-1)
Barcelona 1992: Silber, Kleinkaliber liegend Männer
Sydney 2000: Bronze, Kleinkaliber Dreistellungskampf Männer
- Andreas Strand – Turnen (0-1-0)
London 1908: Silber, Teammehrkampf Männer
- Christian Staib – Segeln (1-0-0)
Stockholm 1912: Gold, 12-Meter-Klasse Männer
- Ingrid Steen – Handball (0-2-0)
Seoul 1988: Silber, Frauen
Barcelona 1992: Silber, Frauen
- Wilhelm Steffensen – Turnen (0-1-0)
Antwerpen 1920: Silber, Freies System Männer
- Ole Stenen – Nordische Kombination (0-1-0)
Lake Placid 1932: Silber, Einzel Männer
- Kristin Størmer Steira – Skilanglauf (1-0-1)
Vancouver 2010: Gold, 4 × 5-km-Staffel Frauen
Sotschi 2014: Bronze, 30 km Freistil Frauen
- Sverre Stenersen – Nordische Kombination (1-0-1)
Oslo 1952: Bronze, Einzel Männer
Cortina d’Ampezzo 1956: Gold, Einzel Männer
- Sten Stensen – Eisschnelllauf (1-1-2)
Sapporo 1972: Bronze, 5000 m Männer
Sapporo 1972: Bronze, 10.000 m Männer
Innsbruck 1976: Gold, 5000 m Männer
Innsbruck 1976: Silber, 10.000 m Männer
- Kay Arne Stenshjemmet – Eisschnelllauf (0-2-0)
Lake Placid 1980: Silber, 1500 m Männer
Lake Placid 1980: Silber, 5000 m Männer
- Martin Stixrud – Eiskunstlauf (0-0-1)
Antwerpen 1920: Bronze, Einzel Männer
- Andreas Stjernen – Skispringen (1-0-0)
Pyeongchang 2018: Gold, Team Männer
- Thea Louise Stjernesund – Ski Alpin (0-0-1)
Peking 2022: Bronze, Teamwettbewerb
- Espen Stokkeland – Segeln (0-0-1)
Sydney 2000: Bronze, Soling Männer
- Martin Stokken – Skilanglauf (0-1-0)
Oslo 1952: Silber, 4 × 10-km-Staffel Männer
- Kjell Storelid – Eisschnelllauf (0-2-0)
Lillehammer 1994: Silber, 5000 m Männer
Lillehammer 1994: Silber, 10.000 m Männer
- Jan Egil Storholt – Eisschnelllauf (1-0-0)
Innsbruck 1976: Gold, 1500 m Männer
- Rolf Storsveen – Biathlon (0-1-0)
Sarajevo 1984: Silber, 4 × 7,5-km-Staffel Männer
- Einar Strøm – Turnen (1-0-0)
Stockholm 1912: Gold, Freies System Männer
- Thoralf Strømstad – Nordische Kombination, Skilanglauf (0-2-0)
Chamonix 1924: Silber, 50 km Männer
Chamonix 1924: Silber, Nordische Kombination Männer
- Hans Struksnæs – Segeln (0-1-0)
Berlin 1936: Silber, 8-Meter-Klasse Männer
- Heidi Støre – Fußball (0-0-1)
Atlanta 1996: Bronze, Frauen
- Steffen Størseth – Rudern (0-1-0)
Atlanta 1996: Silber, Doppelzweier Männer
- Are Strandli – Rudern (0-0-1)
Rio de Janeiro 2016: Bronze, Leichtgewichts-Doppelzweier Männer
- Linn Jørum Sulland – Handball (1-0-0)
London 2012: Gold, Frauen
- Heidi Sundal – Handball (0-2-0)
Seoul 1988: Silber, Frauen
Barcelona 1992: Silber, Frauen
- Olav Sundal – Turnen (0-1-0)
Antwerpen 1920: Silber, Freies System Männer
- Martin Johnsrud Sundby – Skilanglauf (2-2-1)
Vancouver 2010: Silber, 4 × 10-km-Staffel Männer
Sotschi 2014: Bronze, 30 km Skiathlon Männer
Pyeongchang 2018: Gold, Teamsprint Männer
Pyeongchang 2018: Silber, 30 km Skiathlon Männer
Pyeongchang 2018: Gold, 4 × 10 km Männer
- Siren Sundby – Segeln (1-0-0)
Athen 2004: Gold, Europe Frauen
- Olav Sunde – Leichtathletik (0-0-1)
Amsterdam 1928: Bronze, Speerwurf Männer
- Jens Arne Svartedal – Skilanglauf (0-1-0)
Turin 2006: Silber, Teamsprint Männer
- Cathrine Svendsen – Handball (0-2-0)
Seoul 1988: Silber, Frauen
Barcelona 1992: Silber, Frauen
- Emil Hegle Svendsen – Biathlon (4-3-0)
Vancouver 2010: Gold, 20 km Einzel Männer
Vancouver 2010: Gold, 4 × 7,5-km-Staffel Männer
Vancouver 2010: Silber, 10 km Sprint Männer
Sotschi 2014: Gold, 15 km Massenstart Männer
Sotschi 2014: Gold, 4 × 10-km-Staffel Männer
Pyeongchang 2018: Silber, 4 × 7,5-km-Staffel Männer
Pyeongchang 2018: Silber, Mixed-Staffel
- Tina Svensson – Fußball (0-0-1)
Atlanta 1996: Bronze, Frauen
- Aksel Lund Svindal – Ski Alpin (2-1-1)
Vancouver 2010: Gold, Super-G Männer
Vancouver 2010: Silber, Abfahrt Männer
Vancouver 2010: Bronze, Riesenslalom Männer
Pyeongchang 2018: Gold, Abfahrt Männer
- Olaf Syvertsen – Turnen (0-1-0)
London 1908: Silber, Teammehrkampf Männer
- Frithjof Sælen – Turnen (1-1-0)
Stockholm 1912: Gold, Freies System Männer
Antwerpen 1920: Silber, Freies System Männer
- Olaf Sæter – Schießen (1-1-0)
London 1908: Gold, Freies Gewehr Dreistellungskampf Team Männer
Stockholm 1912: Silber, Freies Gewehr Dreistellungskampf Team Männer
- Per Sætersdal – Rudern (0-1-0)
Barcelona 1992: Silber, Doppelvierer Männer
- Ole Sæther – Schießen (1-2-1)
Paris 1900: Silber, Armeegewehr 300 m Dreistellungskampf Team Männer
London 1908: Gold, Freies Gewehr Dreistellungskampf Team Männer
London 1908: Bronze, Freies Gewehr Dreistellungskampf Männer
Stockholm 1912: Silber, Freies Gewehr Dreistellungskampf Team Männer
- Lasse Sætre – Eisschnelllauf (0-0-1)
Salt Lake City 2002: Bronze, 10.000 m Männer
- Birgitte Sættem – Handball (0-0-1)
Sydney 2000: Bronze, Frauen
- Kjell Søbak – Biathlon (0-1-0)
Sarajevo 1984: Silber, 4 × 7,5-km-Staffel Männer
- Egil Søby – Kanu (1-0-1)
Mexiko-Stadt 1968: Gold, Vierer-Kajak 1000 m Männer
München 1972: Bronze, Vierer-Kajak 1000 m Männer
- Ådne Søndrål – Eisschnelllauf (1-1-1)
Albertville 1992: Silber, 1500 m Männer
Nagano 1998: Bronze, 1500 m Männer
Salt Lake City 2002: Bronze, 1500 m Männer
- Ole Sørensen – Segeln (1-0-0)
Antwerpen 1920: Gold, 10-Meter-Klasse Typ 1907 Männer
- Sverre Sørsdal – Boxen (0-1-1)
Antwerpen 1920: Silber, Halbschwergewicht Männer
Paris 1924: Bronze, Halbschwergewicht Männer
- Christian Sørum – Beachvolleyball (1-0-1)
Tokio 2020: Gold, Männer
Paris 2024: Bronze, Männer

### T
- Trine Tangeraas – Fußball (0-0-1)
Atlanta 1996: Bronze, Frauen
- Jacob Tullin Thams – Skispringen, Segeln (1-1-0)
Chamonix 1924: Gold, Großschanze Männer
Berlin 1936: Silber, 8-Meter-Klasse Männer
- Carl Thaulow – Segeln (1-0-0)
Stockholm 1912: Gold, 12-Meter-Klasse Männer
- Svein Thøgersen – Rudern (0-1-0)
München 1972: Silber, Doppelzweier Männer
- Nils Thomas – Segeln (0-1-0)
Antwerpen 1920: Silber, 8-Meter-Klasse Typ 1919 Männer
- Magne Thomassen – Eisschnelllauf (0-1-0)
Grenoble 1968: Silber, 500 m Männer
- Jan Thoresen – Curling (0-0-1)
Nagano 1998: Bronze, Männer
- Andreas Thorkildsen – Leichtathletik (2-0-0)
Athen 2004: Gold, Speerwurf Männer
Peking 2008: Gold, Speerwurf Männer
- Jan Einar Thorsen – Ski Alpin (0-0-1)
Albertville 1992: Bronze, Super-G Männer
- Rolf Thorsen – Rudern (0-2-0)
Seoul 1988: Silber, Doppelvierer Männer
Barcelona 1992: Silber, Doppelvierer Männer
- Gabriel Thorstensen – Turnen (1-0-0)
Stockholm 1912: Gold, Freies System Männer
- Thomas Thorstensen – Turnen (1-1-0)
London 1908: Silber, Teammehrkampf Männer
Stockholm 1912: Gold, Freies Turnen Männer
- Thor Thorvaldsen – Segeln (2-0-0)
London 1948: Gold, Drachen Männer
Helsinki 1952: Gold, Drachen Männer
- Henry Tiller – Boxen (0-1-0)
Berlin 1936: Silber, Mittelgewicht Männer
- Heidi Tjugum – Handball (0-1-1)
Barcelona 1992: Silber, Frauen
Sydney 2000: Bronze, Frauen
- Tollef Tollefsen – Rudern (0-0-1)
Antwerpen 1920: Bronze, Achter Männer
- Marta Tomac – Handball (0-0-1)
Tokio 2020: Bronze, Frauen
- Hermann Tomasgaard – Segeln (0-0-1)
Tokio 2020: Bronze, Laser Männer
- Einar Torgersen – Segeln (0-1-0)
Antwerpen 1920: Silber, 6-Meter-Klasse Typ 1907 Männer
- Torleif Torkildsen – Turnen (0-0-1)
Stockholm 1912: Bronze, Schwedisches System Männer
- Tore Torvbråten – Curling (0-0-1)
Nagano 1998: Bronze, Männer
- Kari Traa – Freestyle-Skiing (1-1-1)
Nagano 1998: Bronze, Moguls Frauen
Salt Lake City 2002: Gold, Moguls Frauen
Turin 2006: Silber, Moguls Frauen
- Pål Trulsen – Curling (1-0-0)
Salt Lake City 2002: Gold, Männer
- Ralph Tschudi – Segeln (0-1-0)
Antwerpen 1920: Silber, 8-Meter-Klasse Typ 1919 Männer
- Olaf Tufte – Rudern (2-1-1)
Sydney 2000: Silber, Doppelzweier Männer
Athen 2004: Gold, Einer Männer
Peking 2008: Gold, Einer Männer
Rio de Janeiro 2016: Bronze, Doppelzweier Männer
- Alf Tveten – Segeln (0-1-0)
Berlin 1936: Silber, 6-Meter-Klasse Männer
- Finn Tveter – Rudern (0-1-0)
Montreal 1976: Silber, Vierer ohne Steuermann Männer
- Maria Therese Tviberg – Ski Alpin (0-0-1)
Peking 2022: Bronze, Teamwettbewerb
- Pål Tyldum – Skilanglauf (2-3-0)
Grenoble 1968: Gold, 4 × 10-km-Staffel Männer
Sapporo 1972: Gold, 50 km Männer
Sapporo 1972: Silber, 30 km Männer
Sapporo 1972: Silber, 4 × 10-km-Staffel Männer
Innsbruck 1976: Silber, 4 × 10-km-Staffel Männer
- Anne Tønnessen – Fußball (1-0-0)
Sydney 2000: Gold, Frauen
- Reidar Tønsberg – Turnen (0-1-0)
Antwerpen 1920: Silber, Freies System Männer
- Didrik Tønseth – Skilanglauf (1-0-0)
Pyeongchang 2018: Gold, 4 × 10-km-Staffel Männer

### U
- Frithjof Ulleberg – Fußball (0-0-1)
Berlin 1936: Bronze, Männer
- Vegard Ulvang – Skilanglauf (3-2-1)
Calgary 1988: Bronze, 30 km klassisch Männer
Albertville 1992: Gold, 10 km klassisch Männer
Albertville 1992: Gold, 30 km klassisch Männer
Albertville 1992: Gold, 4 × 10-km-Staffel Männer
Albertville 1992: Silber, 15 km Verfolgung Männer
Lillehammer 1994: Silber, 4 × 10-km-Staffel Männer
- Kjetil Undset – Rudern (0-2-0)
Barcelona 1992: Silber, Doppelvierer Männer
Atlanta 1996: Silber, Doppelzweier Männer

### V
- Erik Valnes – Skilanglauf (1-0-0)
Peking 2022: Gold, Teamsprint Männer
- Birger Var – Rudern (0-0-1)
Antwerpen 1920: Bronze, Vierer mit Steuermann
- Bjarte Engen Vik – Nordische Kombination (2-1-1)
Lillehammer 1994: Silber, Team Männer
Lillehammer 1994: Bronze, Einzel Männer
Nagano 1998: Gold, Einzel Männer
Nagano 1998: Gold, Team Männer
- Ragnar Vik – Segeln (1-0-0)
Antwerpen 1920: Gold, 8-Meter-Klasse Typ 1919 Männer
- Hans Vinjarengen – Nordische Kombination (0-1-1)
St. Moritz 1928: Silber, Einzel Männer
Lake Placid 1932: Bronze, Einzel Männer
- Vetle Vinje – Rudern (0-1-0)
Seoul 1988: Silber, Doppelvierer Männer
- Nils Voss – Turnen (1-0-0)
Stockholm 1912: Gold, Freies System Männer
- Lars Vågberg – Curling (1-0-0)
Salt Lake City 2002: Gold, Männer

### W
- Tellef Wagle – Segeln (1-0-0)
Antwerpen 1920: Gold, 8-Meter-Klasse Typ 1907 Männer
- Grete Waitz – Leichtathletik (0-1-0)
Los Angeles 1984: Silber, Marathon Frauen
- Kåre Walberg – Skispringen (0-0-1)
Lake Placid 1932: Bronze, Großschanze Männer
- Nordahl Wallem – Segeln (0-1-0)
Berlin 1936: Silber, 8-Meter-Klasse Männer
- Karsten Warholm – Leichtathletik (1-1-0)
Tokio 2020: Gold, 400 m Hürden Männer
Paris 2024: Silber, 400 m Hürden Männer
- Heidi Weng – Skilanglauf (0-0-1)
Sotschi 2014: Bronze, 15 km Skiathlon Frauen
- Christen Wiese – Segeln (1-0-0)
Antwerpen 1920: Gold, 12-Meter-Klasse Typ 1919 Männer
- Lauritz Wigand-Larsen – Turnen (0-1-0)
Antwerpen 1920: Silber, Freies System Männer
- Per Olav Wiken – Segeln (0-1-0)
Mexiko-Stadt 1968: Silber, Star Männer
- Rasmus Windingstad – Ski Alpin (0-0-1)
Peking 2022: Bronze, Teamwettbewerb
- Ola Wærhaug – Biathlon (0-1-0)
Grenoble 1968: Silber, 4 × 7,5-km-Staffel Männer

### Ø
- Reidar Ødegaard – Skilanglauf (0-0-1)
St. Moritz 1928: Bronze, 18 km Männer
- Olav Økern – Skilanglauf (0-0-1)
St. Moritz 1948: Bronze, 4 × 10-km-Staffel Männer
- Erik Ørvig – Segeln (1-0-0)
Antwerpen 1920: Gold, 12-Meter-Klasse Typ 1919 Männer
- Olaf Ørvig – Segeln (1-0-0)
Antwerpen 1920: Gold, 12-Meter-Klasse Typ 1919 Männer
- Thor Ørvig – Segeln (1-0-0)
Antwerpen 1920: Gold, 12-Meter-Klasse Typ 1919 Männer
- Einar Østby – Skilanglauf (0-1-0)
Squaw Valley 1960: Silber, 4 × 10-km-Staffel Männer
- Knut Østby – Kanu (0-1-0)
London 1948: Silber, Zweier-Kajak 10.000 m Männer
- Ingvild Flugstad Østberg – Skilanglauf (1-1-0)
Sotschi 2014: Silber, Sprint Frauen
Sotschi 2014: Gold, Teamsprint Frauen
- Østen Østensen – Schießen (0-3-2)
Stockholm 1912: Silber, Freies Gewehr Team Männer
Antwerpen 1920: Silber, Freies Gewehr Dreistellungskampf 300 m Team Männer
Antwerpen 1920: Silber, Armeegewehr liegend Team Männer
Antwerpen 1920: Bronze, Kleinkaliber 50 m Team Männer
Antwerpen 1920: Bronze, Freies Gewehr Dreistellungskampf 300 m Männer
- Henrik Østervold – Segeln (1-0-0)
Antwerpen 1920: Gold, 12-Meter-Klasse Typ 1907 Männer
- Jan Østervold – Segeln (1-0-0)
Antwerpen 1920: Gold, 12-Meter-Klasse Typ 1907 Männer
- Kristian Østervold – Segeln (1-0-0)
Antwerpen 1920: Gold, 12-Meter-Klasse Typ 1907 Männer
- Ole Østervold – Segeln (1-0-0)
Antwerpen 1920: Gold, 12-Meter-Klasse Typ 1907 Männer
- Ole Østmo – Schießen (0-2-2)
Paris 1900: Silber, Armeegewehr 300 m stehend Männer
Paris 1900: Silber, Armeegewehr 300 m Dreistellungskampf Team Männer
Paris 1900: Bronze, Armeegewehr 300 m liegend Männer
Paris 1900: Bronze, Armeegewehr 300 m Dreistellungskampf Männer